# چشمانت را بپوشان
چشمانت را بپوشان (به انگلیسی: Cover Your Eyes) دومین آلبوم گروهی به نام سالیوان از گرینزبورو در کارولینای شمالی است. این آلبوم رتبهٔ ۳۷ام را در فهرست برترین پرطرفداران، در جدول‌های بیلبورد به دست آورده است.

## لیست آهنگ
تمام آهنگ‌ها توسط بروکس پاسکال، زاک هاروارد، فیل چمبرلین، تایسون شیپ‌من و جرمی استانتون نوشته شده است.
1. «درجهٔ دیافراگم» (۳:۰۸)
2. «خداحافظ خانم هاویشام» (۳:۱۰)
3. «به من بگویید که اشتباه می‌کنم» (۳: ۱۰)
4. «آفرین به مجموعهٔ من» (۳:۱۱)
5. «ملکهٔ فلوریدا» (۳:۱۳)
6. «شاخهٔ زیتون» (۳:۴۹)
7. «فرایند» (۳:۱۵)
8. «مرا کاوش کن» (۴:۰۴)
9. «دستان اسرائیل» (۳:۲۵)
10. «شلیک کن» (۴:۰۰)